# Ulica Marszałka Piłsudskiego w Skwierzynie
Ulica Marszałka Piłsudskiego – główna ulica w centrum Skwierzyny prowadząca bezpośrednio do Rynku, potocznie zwana ”deptakiem”. Przy ulicy zachowało się najwięcej zabytkowych kamienic, większość z nich pochodzi jednak z lat 20–30 XIX wieku, poprzednia zabudowa spłonęła w wielkim pożarze w 1821 roku, w którym zniszczona została południowa i wschodnia część miasta.
Na rogu z dzisiejszą ul. Władysława Jagiełły mieściła się synagoga. Na rogu z dzisiejszą ul. Powstańców Wielkopolskich w roku 1867 otwarto sierociniec dla żydowskich chłopców. Na parterze znajdowało się mieszkanie nauczyciela, a na piętrze pokoje sierot. Budynek istnieje do dziś i jest to dom mieszkalny oraz kwiaciarnia.
W latach 70. XIX wieku wraz z Rynkiem, dzisiejsza ulica Piłsudskiego oświetlona była jako jedyna w mieście lampami naftowymi osadzonymi na ścianach kamienic przy pomocy żelaznych ramion. 1907 r. przyniósł oświetlenie elektryczne i chodniki (za burmistrza Hugo Scholza).
Nazwa ulicy wielokrotnie się zmieniała:
- XVIII w. – Richtstraße;
- XIX–XX w. – Poststraße;
- lata 30–40 XX – Adolf Hitler Straße;
- od 1945 – Marszałka Stalina;
- po 1948 – Obrońców Stalingradu;
- po 1956 – Marszałka Żymierskiego (nieoficjalnie);
- od 1992 – Marszałka Piłsudskiego.

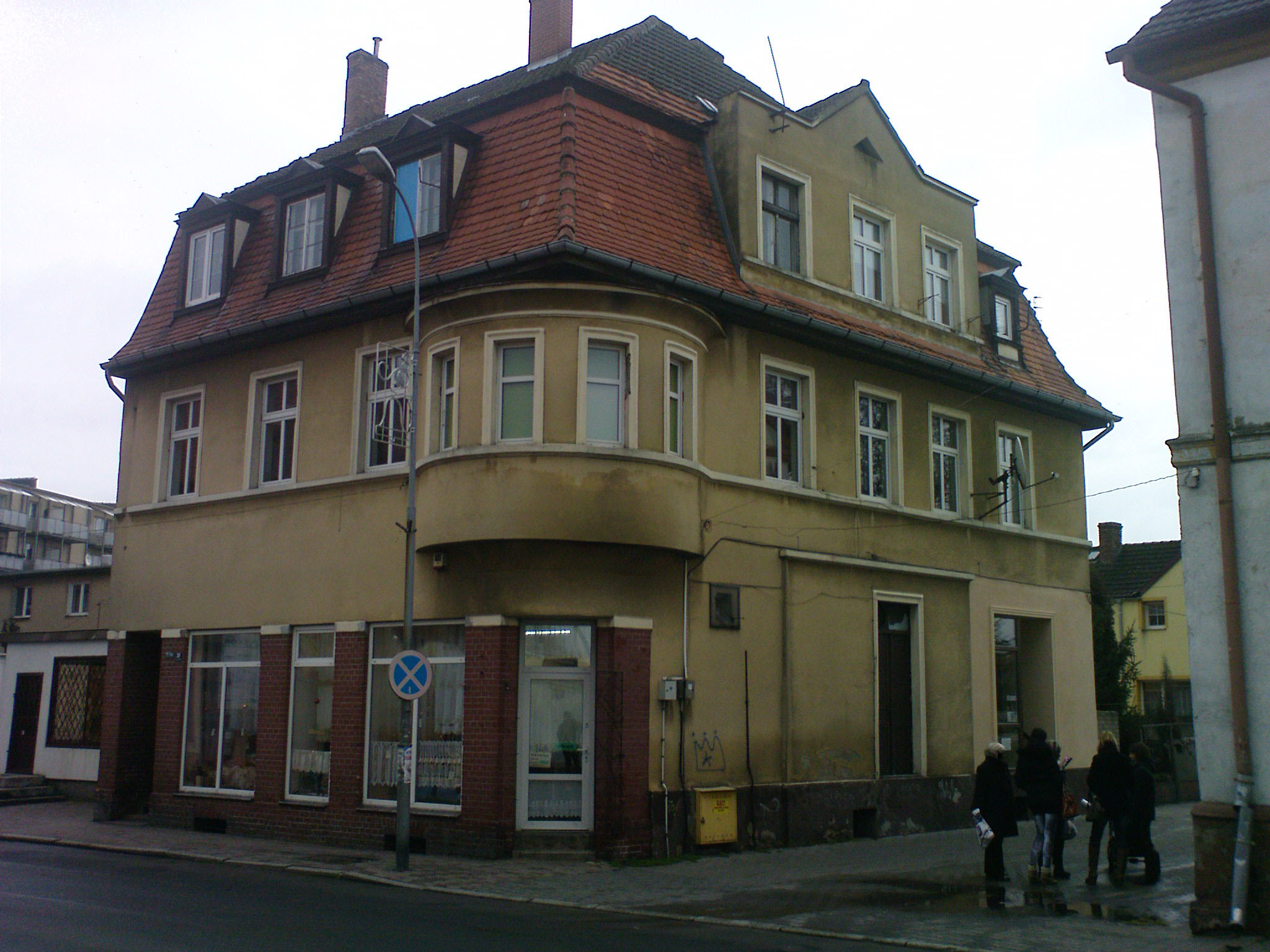
Piłsudskiego nr 20
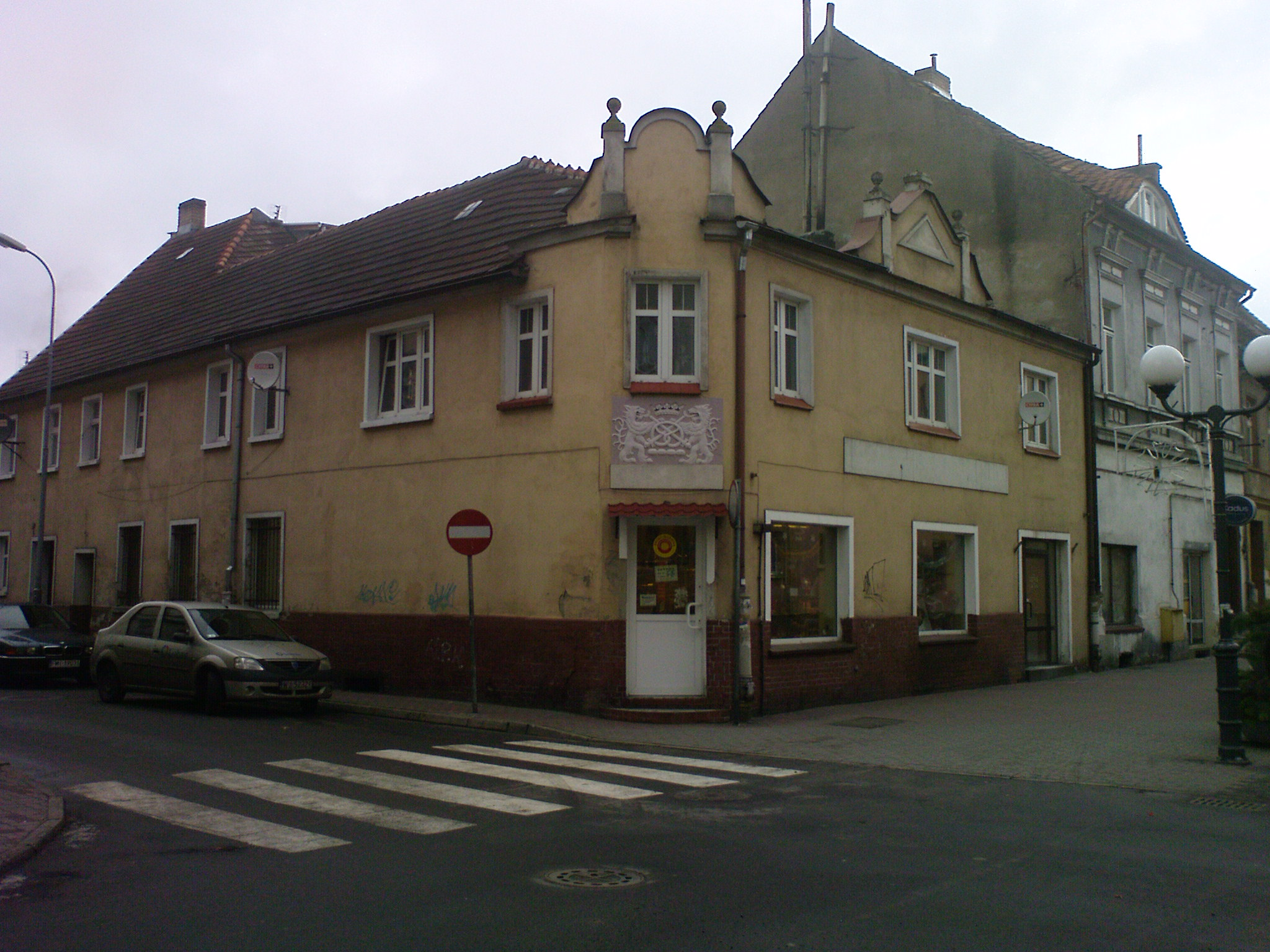
Róg Piłsudskiego i Czerwonego Krzyża
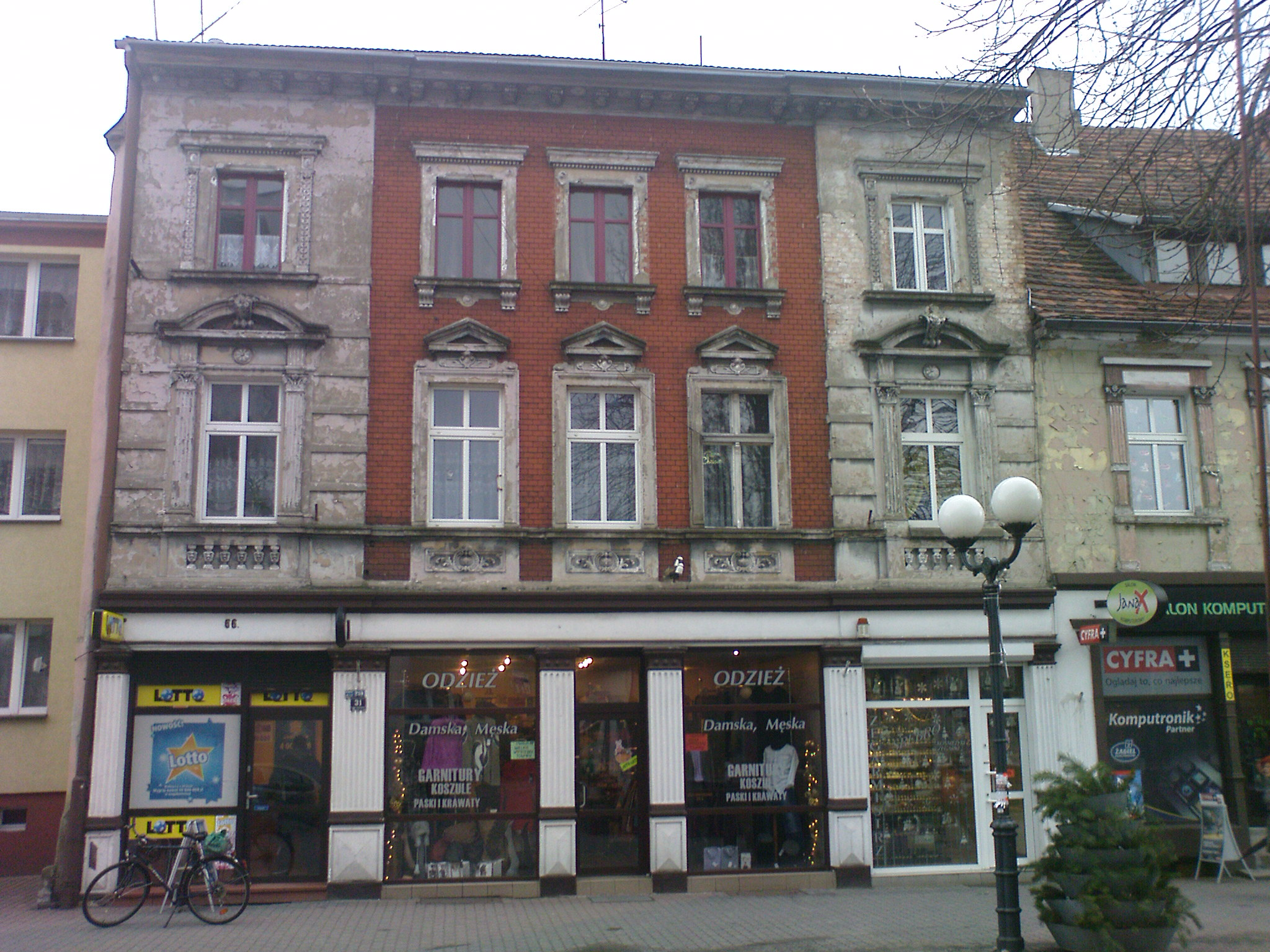
Stara zabudowa deptaku